# Fresno Alhándiga
Fresno Alhándiga är en kommun i Spanien.   Den ligger i provinsen Provincia de Salamanca och regionen Kastilien och Leon, i den centrala delen av landet, 160 km väster om huvudstaden Madrid. Antalet invånare är 275. Arean är 13,3 kvadratkilometer.
Terrängen i Fresno Alhándiga är platt.